# Eddy Baggio
Eddy Baggio (ur. 23 sierpnia 1974) to były włoski piłkarz występujący na pozycji napastnika. Jest wychowankiem Fiorentiny. Jego starszym bratem jest były reprezentant Włochy Roberto Baggio, lecz w przeciwieństwie do niego, Eddy nigdy nie zadebiutował w Serie A i najwyższym poziomym rozgrywkowym, w którym występował było Serie B (rozegrał w niej 86 spotkań i zdobył 18 goli). Przez całą karierę występował tylko w klubach włoskich. Karierę zakończył w 2009 roku w drużynie AC Sangiovannese 1927. W 1991 roku zaliczył dwa występy w reprezentacji Włoch do lat 17.